# Дондуков-Изъединов, Лев Иванович
Князь Лев Ива́нович Дондуко́в-Изъе́динов (1864—1939) — полковник лейб-гвардии Гусарского полка, курский губернский предводитель дворянства.

## Биография
Из потомственных дворян Курской губернии. Сын Ивана Львовича Изъединова и жены его княжны Екатерины Борисовны Волконской.
По окончании Николаевского кавалерийского училища в 1886 году, выпущен был корнетом в лейб-гвардии Гусарский Его Величества полк. Несколько раз временно командовал эскадроном полка, был награждён чинами поручика (1890) и штабс-ротмистра (1891). В 1892 году вышел в запас гвардейской кавалерии. 12 сентября 1895 года вернулся на службу и был назначен адъютантом и управляющим двором князя Г. М. Романовского, герцога Лейхтенбергского, в каковой должности состоял до 23 августа 1906 года. Произведен в ротмистры 6 декабря 1897 года, в полковники — 6 декабря 1901 года.
28 ноября 1906 года уволен от службы, по домашним обстоятельствам, с мундиром. Высочайше утверждённым, 12 января 1907 года, положением Первого департамента Государственного совета Льву Ивановичу Изъединову, женатому на дочери князя В. М. Дондукова-Корсакова, дозволено было присоединить к своей фамилии и гербу — фамилию, герб и титул князей Дондуковых и именоваться впредь князем Дондуковым-Изъединовым.
По выходе в отставку поселился в своем имении Курской губернии и посвятил себя общественной деятельности. Избирался гласным Курского губернского земского собрания и почетным мировым судьей Льговского уезда. 14 февраля 1911 года был избран Курским губернским предводителем дворянства, каковую должность занимал до 1917 года. Состоял в придворной должности шталмейстера. Кроме того, был почетным попечителем Курской и Дмитриевской гимназий, почетным членом Курского купеческого собрания и председателем Курского спортивного общества «Русский сокол». Был избран почетным гражданином городов Дмитриева и Путивля. Занимался резьбой по кости и в 1912 году участвовал в выставке Товарищества курских художников.
Во время Гражданской войны служил в Вооруженных силах Юга России по ведомству министерства внутренних дел.
С 1920 года в эмиграции в Югославии. Состоял товарищем председателя Совета Русского комитета в Париже от русских в Югославии. В 1926 году был делегатом Российского зарубежного съезда в Париже от русской эмиграции Белграда и Русского комитета в Югославии. Затем переехал во Францию. Состоял товарищем председателя Союза русских дворян (с 1927 года) и членом правления Объединения бывших воспитанников Николаевского кавалерийского училища. Умер в 1939 году во Франции.

## Семья
С 1889 года был женат на княжне Надежде Владимировне Дондуковой-Корсаковой (р. 1867). Их сыновья:
- Иван (1889—1907)
- Юрий (Георгий) (1891—1967), поручик лейб-гвардии Гусарского полка, участник Белого движения в составе ВСЮР. В эмиграции во Франции, казначей объединения лейб-гвардии Гусарского полка. Был женат на Елизавете Николаевне Шидловской (1894—1975), дочери Н. И. Шидловского.

## Награды
- Орден Святого Станислава 2-й ст. (1903)
- Орден Святой Анны 2-й ст. (1905)
- Орден Святого Владимира 3-й ст. (6 декабря 1912 года)
- медаль «В память коронации императора Николая II»
- медаль «В память 100-летия Отечественной войны 1812 г.»
- знак отличия «за труды по землеустройству»

Иностранные:
- болгарский Орден Святого Александра 5-й ст.
- черногорский Орден Князя Даниила I 4-й ст.
- шведский Орден Полярной звезды, командорский крест со звездою
- персидский Орден Льва и Солнца 2-й ст.
- итальянский Орден Короны 2-й ст.